# Leonóra asztúriai hercegnő
Leonóra, Asztúria hercegnője (teljes nevén Leonor Isabel de Los Santos Todos Rosales Borbón y Ortiz; Madrid, 2005. október 31. –), a Bourbon-ház spanyol ágából származó spanyol hercegnő, a Spanyol Királyság trónörököse. VI. Fülöp spanyol király elsőszülött gyermeke.

## Élete
Leonóra a madridi Ruber Kórházban császármetszéssel látta meg a napvilágot Fülöp és Letícia első gyermekeként 2005. október 31-én 01:46-kor, apai nagyapja, I. János Károly király uralkodása idején. Születését a királyi család SMS-ben jelentette be a sajtónak.
Leonóra 2005. november 7-én hagyta el a Ruber Internacional Kórházat szüleivel. A Zarzuela Palotában keresztelte meg Antonio Rouco Varela bíboros, madridi érsek 2006. január 14-én. Akárcsak az apját, Leonórát – a Jordán folyó vizével – egy római stílusú keresztelőkútban keresztelték, amelyet a 17. század óta használnak spanyol hercegek keresztelésére.
Apai nagyszülei: I. János Károly király és Zsófia királyné.
Első általános iskolai évét 2008. szeptember 15-én kezdte a Santa María de los Rosales Iskolában, Aravacában, Madrid mellett. Édesapja a magániskola öregdiákja, és húgát, Zsófiát is oda íratták be. Leonóra folyékonyan beszél spanyolul és angolul (utóbbit brit dadájától, valamint nagyanyjától, Zsófia királynétól tanulta).
2014 májusában Leonóra először tett hivatalos látogatást a San Javier légierő murciai bázisán.
2014. június 18-án János Károly király – megromlott egészségi állapotára hivatkozva – aláírta a lemondó okiratot, majd másnap éjfélkor (2014. június 18–19.) Leonóra apja lépett a trónra, VI. Fülöp király lett, Leonóra pedig az örököse és Asztúria hercegnője lett.
Az 1975-ös spanyol alkotmány szerint a spanyol trón utódlása a férfi-preferencia, rokon őseredet rendszere szerint zajlik, ami azt jelenti, hogy Leonóra, mint Fülöp két lányának idősebbje, az első a trónöröklési sorban. A jelenlegi törvény szerint azonban, ha apjának törvényes fia születik, miközben még király volt, Leonórát kiszorítanák az öröklési sorban. Megbeszélések folytak az örökösödési törvény abszolút primogenitúrára való módosításáról, amely lehetővé teszi a legidősebb gyermek öröklését, nemtől függetlenül. Annak ellenére, hogy 2009-ben a spanyol nemesi címek férfipreferenciájáról abszolút primogenitúrára változtak, 2022-ig még nem fogadtak el törvényt a trónöröklésről.
2018. október 31-én Leonóra hercegnő megtartotta első nyilvános beszédét a madridi Instituto Cervantesben, ahol felolvasta Spanyolország alkotmányának első cikkelyét. A beszéd egybeesett az alkotmány 40. évfordulójával és Leonóra 13. születésnapjával.
2021. február 10-én bejelentették, hogy az év őszétől a walesi United World College of the Atlantic iskolába fog járni.
2021. március 24-én megtartotta első önálló, nyilvános megjelenését az Instituto Cervantes fennállásának 30. évfordulójából.
2022. április 20-án megtartotta második önálló, nyilvános megjelenését a madridi IES Julio Verne középiskolában.
2022 decemberében Leonóra meglátogatta a Spanyol Vöröskereszt madridi központját, ahol találkozott a Spanyol Vöröskereszt ifjúsági részlegének önkénteseivel.
2023. március 14-én a Minisztertanács a Királyi Ház kezdeményezésére királyi rendeletet fogadott el, amely szabályozza a koronahercegnő katonai kiképzését. Ez a három évig tartó képzés 2023 nyarának végén kezdődött el.

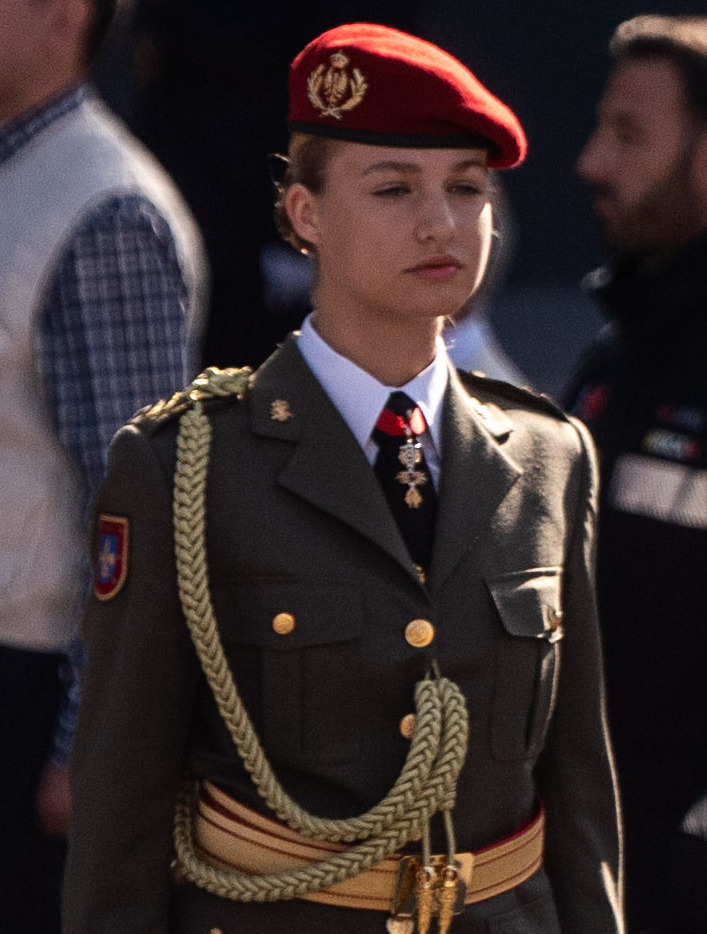
Leonóra hercegnő a Katonai Akadémián, 2023.

2021 és 2023 között Walesben, a UWC Atlantic College-ban tanult.
2023. szeptember 22-én a Királyi Ház nyilvánosságra hozta, hogy a hercegnő 2023. október 31-én (a 18. születésnapján) teszi meg a spanyol alkotmányra való esküjét.
Három héttel korábban, 2023. október 7-én a hercegnő hűséget esküdött a spanyol zászlóra a Katonai Akadémián, szülei jelenlétében.